# Anton Korošec

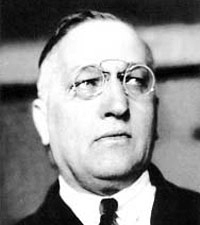
Anton Korošec

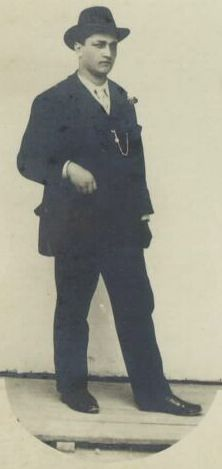
Anton Korošec (1900)

Anton Korošec (* 12. Mai 1872 in Biserjane, Untersteiermark; † 14. Dezember 1940 in Belgrad) war ein katholischer Priester und jugoslawischer Politiker.

## Leben und Wirken
Anton Korošec wurde in dem 18 Häuser zählenden untersteirischen Weiler Wisserian/Biserjane bei St. Georgen an der Stainz (heute Sveti Jurij ob Ščavnici in Slowenien) geboren. Der Vater Janez Korošec und seine Frau Neža, geborene Ploj, betrieben dort einen kleinen Bauernhof. Vom Jahre 1878 bis 1883 besuchte er die deutschsprachige Volksschule in St. Georgen. Im Herbst 1884 wechselte er zum Pettauer Landesgymnasium, das er jedoch bereits 1885 wieder verließ, um seine Ausbildung am Marburger Staatsgymnasium bis zur Reifeprüfung im Juli 1892 fortzusetzen. Im Herbst 1892 begann Korošec ein dreijähriges philosophisch-theologisches Studium im fürstbischöflichen Priesterseminar der Diözese Lavant in Marburg an der Drau. Im Juli 1895 wurde er vom Marburger Bischof Michael Napotnik zum katholischen Priester geweiht.
Ab August 1896 wirkte Korošec als Kaplan in dem kleinen Marienwallfahrtsort Süssenberg bei Lemberg (heute Sladka gora in Slowenien) in der Seelsorge. Nach einem Promotionsstudium an der Universität Graz, das er 1905 mit einer Dissertation De Sacramentorum causalitate seu utrum sacramenta novae legis causent gratiam moraliter an physice abschloss, widmete er sich vor allem der Politik und nahm eine führende Rolle in der 1892 gegründeten Katholischen Volkspartei (Katoliška narodna stranka) ein.
Als deren Vertreter wurde er im Wahlkreis Steiermark 28 bei den Wahlen 1907 sowie im Juli 1911 im Wahlkreis Steiermark 27 zum Mitglied des Österreichischen Abgeordnetenhauses gewählt und gehörte diesem bis zum November 1918 an (mit einer durch den Ersten Weltkrieg bedingten Unterbrechung, als das Abgeordnetenhaus bis zum Mai 1917 nicht einberufen wurde). 1917 und 1918 war Korošec Vorsitzender des Zusammenschlusses der südslawischen Abgeordneten.
Im nach dem Zerfall Österreich-Ungarns ausgerufenen Staat der Slowenen, Kroaten und Serben (dieser bestand vom 29. Oktober bis zum 30. November 1918) war Korošec Vorsitzender des in Zagreb tagenden Nationalrates. Als der Staat der Slowenen, Kroaten und Serben nach dem Zusammenschluss mit dem Königreich Serbien am 1. Dezember 1918 im Königreich der Serben, Kroaten und Slowenen aufging, wurde Korošec 1919 für kurze Zeit Stellvertretender Ministerpräsident.
Korošec, der eine konservative Politik verfolgte, trat weiterhin für die Interessen der Slowenen ein, und wurde am 8. Juli 1928 als Nachfolger von Velimir Vukićević der einzige nicht-serbische Ministerpräsident des Königreichs der Serben, Kroaten und Slowenen. In seiner bis zum 7. Januar 1929 amtierenden Regierung übernahm er auch das Amt des Innenministers.
Nach der Umbenennung des Staates in Königreich Jugoslawien am 3. Oktober 1929 verlor Korošec zeitweise an Einfluss und befand sich während der zuletzt diktatorischen Herrschaft von König Alexander I. 1933 in einem Internierungslager auf der kroatischen Insel Hvar. Nach der Ermordung des Königs am 9. Oktober 1934 wurde Anton Korošec freigelassen; er kehrte in die Politik zurück und war zwischen 1935 und 1938 erneut Innenminister im Kabinett von Ministerpräsident Milan Stojadinović.